# Roberta Caronia
Roberta Caronia (Palermo, 9 luglio 1980) è un'attrice italiana.

## Biografia
Nel 2002 si diploma in recitazione presso l'Accademia Nazionale d'arte drammatica "Silvio D'Amico". Considerata una delle migliori attrici della sua generazione si divide tra teatro, cinema e televisione. Nel 2009 ha vinto il Premio Asso-Stampa Teatro per la sua interpretazione di Antigone in Edipo a Colono di Sofocle.  Nel 2011 riceve la Menzione speciale al Terra di Siena Film Festival 2011 per il ruolo di Giulia nel film La strada verso casa. Vincitrice inoltre del Premio Virginia Reiter del 2017 e del Premio Duse nel 2018, nel 2020 viene insignita del Premio della Critica Teatrale ANCT.

## Teatro
- I sette contro Tebe da Eschilo, regia di Aurelio Pes, 2000
- La Gomena da Plauto, regia di Salvatore Cardone, 2002
- Il Malloppo di Joe Orton, regia di Alfio Scuderi, 2003
- La lingua pugnalata, regia di Andrea Di Bari, 2004
- Antigone di Bertolt Brecht, regia di Claudio Discanno, 2006
- Fedra da Racine, regia di Walther Pagliaro, 2006-2007
- Trachinie da Sofocle, regia di Walther Pagliaro, 2007
- Lezioni Americane di Italo Calvino, regia di Orlando Forioso, spettacolo a due con Giorgio Albertazzi, 2008-2009
- Edipo a Colono da Sofocle, regia di Daniele Salvo con Giorgio Albertazzi, 2009
- La Tempesta da Shakespeare, regia di Daniele Salvo, 2010-2011
- Andromaca, da Euripide, regia di Luca De Fusco, 2011
- Il mio Giudice, regia di Maria Pia Daniele, 2012
- The Coast of Utopia (La sponda dell’Utopia) di Tom Stoppard, regia di Marco Tullio Giordana, 2012
- Del Minotauro da Cortazar e Dürrenmatt, regia di Aurelio Gatti, 2012
- Creditori di August Strindberg, regia di Orlando Cinque, 2013
- Clitennestra, regia di Vincenzo Pirrotta, 2015
- Berretto a sonagli di Luigi Pirandello, regia di Valter Malosti, 2015-2019
- Edipo a Colono da Sofocle, regia di Yannis Kokkos, 2018
- Chi vive giace di Roberto Alajmo, regia di Armando Pugliese, 2019
- Ifigenia in Cardiff di Gary Owen, regia di Valter Malosti, 2017-2019
- Giulietta di Federico Fellini, regia di Valter Malosti, 2020-2022
- Ciara. La donna gigante di David Harrower, regia di Elena Serra, 2022-2023
- Il tempo attorno di Giuliano Scarpinato, regia di Giuliano Scarpinato, 2023-2024
- La nota blu di Daniela Morelli, regia di Giulia Randazzo, 2024
- Mille modi per dire ti amo di Neil LaBute, regia di Luca Mazzone, 2024

## Filmografia

### Cinema
- The Gloaming, Regia di Peppe Terra (2003)
- Les Europeens, regia di Jasmin Dizdar (2004)
- La strada verso casa, regia di Samuele Rossi (2010)
- Lea, regia di Marco Tullio Giordana (2015)
- Momenti di trascurabile felicità, regia di Daniele Luchetti (2018)
- Ai confini del male, regia di Vincenzo Alfieri (2021)

### Televisione
- Una famiglia in giallo – miniserie TV, episodio 1 (2004)
- Romanzo Siciliano – miniserie TV, episodio 3 (2014)
- Il giovane Montalbano – serie TV, episodio 2x06 (2015)
- La mafia uccide solo d'estate – serie TV, 7 episodi (2016)
- I fantasmi di Portopalo – miniserie TV (2016)
- Il cacciatore – serie TV, 7 episodi (2017)
- Il Commissario Montalbano – serie TV, episodio 13x02 (2018)
- La strada di casa – serie TV (2018)
- Doc Nelle tue mani – serie TV, episodio 2x12 (2021)
- Solo per passione - Letizia Battaglia fotografa regia di Roberto Andò – film TV (2022)
- Che Dio ci aiuti – serie TV, 4 episodi (2023)
- Gerri, regia di Giuseppe Bonito – serie TV (2025)

## Doppiaggio

### Documentari
- Dove danzeremo domani? regia di Audrey Gordon (2021)
- Il mio nome è Battaglia regia di Cècile Allegra (2025)

### Film cinema
- Fatima regia di Marco Pontecorvo (2020)